# Julio Piñero
Julio Piñero (ur. 4 czerwca 1976) – argentyński lekkoatleta, który specjalizował się w rzucie dyskiem.
Dwukrotnie startował w mistrzostwach świata juniorów - Seul 1992 oraz Lizbona 1994. W drugim swoim występie w mistrzostwach z wynikiem 57,80 zdobył srebrny medal i tytuł wicemistrza świata juniorów. W 1990 był mistrzem Ameryki Południowej wśród kadetów, a w 1991, 1993 oraz 1994 zostawał juniorskim mistrzem Ameryki Południowej. Trzykrotny medalista południowoamerykańskiego czempionatu - srebro zdobył w 1999, a w 1997 oraz 2001 brąz. Rekord życiowy: 58,36 (25 marca 2000, Buenos Aires).